# Max Roqueta
Max Roqueta (Argelliers, Francia; 8 de diciembre de 1908-Montpellier, 22 de junio de 2005) fue un poeta francés cuyas obras en occitano influyeron profundamente sobre la generación poética aparecida después de 1945. 
Fue uno de los fundadores del Institut d'Estudis Occitans (1945) del que fue primer secretario general y después presidente. Ha colaborado intensamente en numerosas revistas occitanas como “Nouveau Languedoc”, “Occitània” y “Oc” y ha sido presidente del Pen Club occitano. 

## Obras
Aunque la mayor parte de su obra en occitano son poesías, contribuyó mucho con la prosa en este idioma.

### Poesías
- Secret de l’èrba (1934)
- Sòmnis dau matin (1940)
- Sòmnis de la nuòch (1942)
- L’ataut d’Arnautz Daniel (1949)
- La pietat dau matin (1963)
- Lo Maucòr de l'unicòrn(1992)
- D'aicí mil ans de lutz (1995)

### Prosa
- Lo metge de Cuncunhan (1958)
- Vèrd Paradís (1961)
- Vèrd Paradís II (1974)
- Lo manit e los encants (1996)
- Tota la sabla de la mar (1997)
- Lo corbatàs roge (1997)

- Datos: Q1396074